# 1977 w informatyce
Kalendarium informatyczne 1977 roku
- maj – Awraham Lempel i Ja’akow Ziw opublikowali opis algorytmu Lempel-Ziv (LZ77)[1].
- 10 czerwca – rozpoczęto sprzedaż komputerów Apple II[2].
- listopad – za pomocą łączy satelitarnych połączono sieci w trzech lokalizacjach w Stanach Zjednoczonych, Wielkiej Brytanii i Norwegii[3][4].
- 21 listopada – została wydana specyfikacja e-mail[5].